# 3076 Garber
3076 Garber este un asteroid din centura principală, descoperit pe 13 septembrie 1982 de Oak Ridge Obs..